# NGC 2511
NGC 2511 (również PGC 22549) – galaktyka spiralna (S), znajdująca się w gwiazdozbiorze Małego Psa. Odkrył ją 31 stycznia 1851 roku Bindon Stoney – asystent Williama Parsonsa.